# Engins volants du Carnaval de Paris
 (février 2021).
 (février 2021).
 (février 2021).
Cette page est consacrée à tout ce qui concerne la présence et l'évocation au Carnaval de Paris, de tout objet volant identifié ou non.

## 1867 – Jours gras

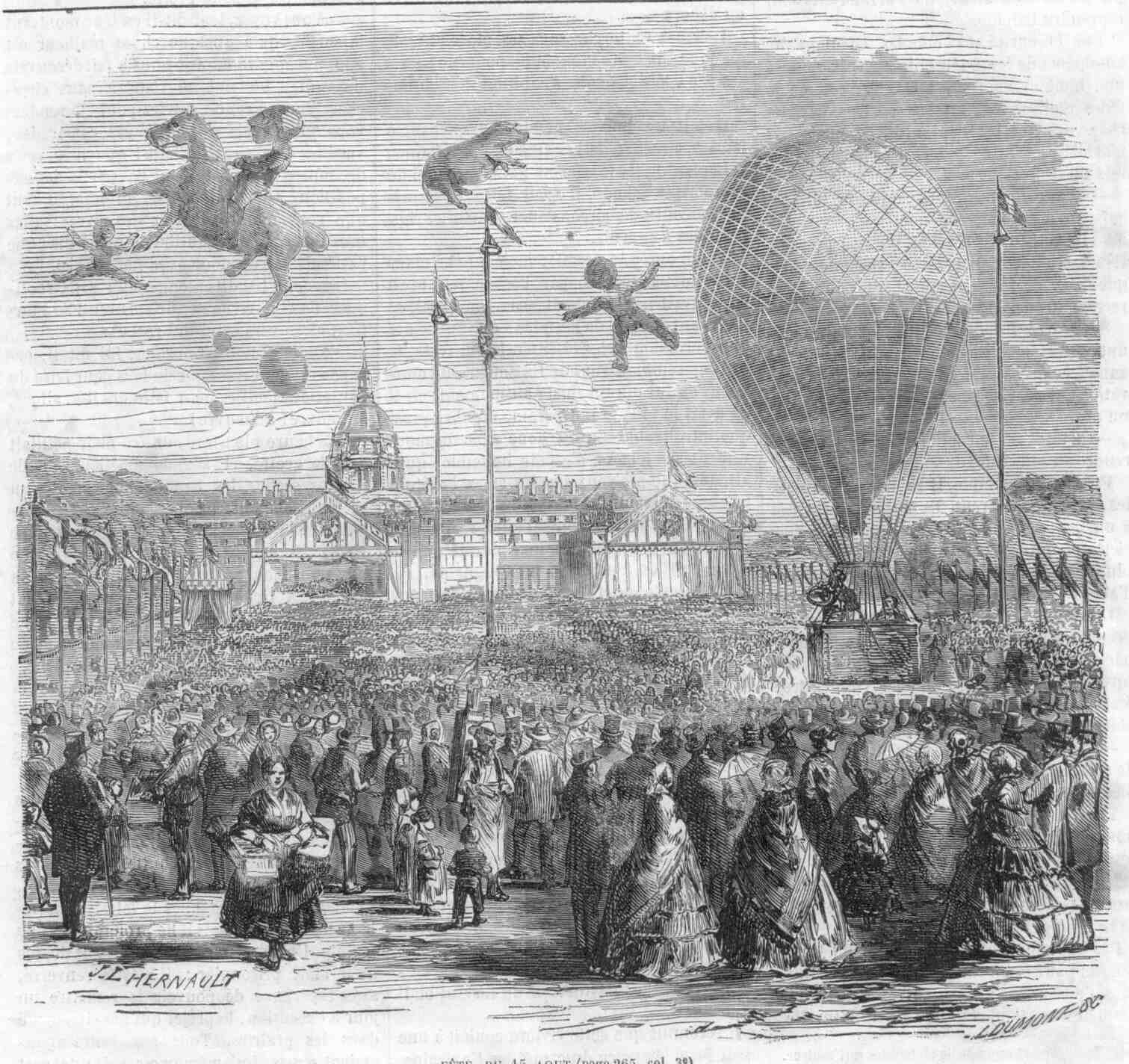
A la Fête Nationale du 15 août 1858, l'envol de ballons grotesques sur l'esplanade des Invalides, à Paris, donne une idée de ce à quoi ressemblait le bœuf gras volant de 1868.

Extrait de la rubrique « Hier — Aujourd'hui — Demain » par Georges Maillard, Le Figaro, vendredi 8 mars 1867, page 2.
À l'occasion des jours gras, le magasin de jouets qui est à l'entrée du passage Jouffroy, près du boulevard, a suspendu sous le dôme du passage un énorme bœuf gras... en baudruche.
Sur les flancs du volumineux ruminant, on lit Figaro.
Et les passants s'arrêtent et regardent avec stupeur ce colosse qui se balance gracieusement au moindre souffle qui vient du boulevard Montmartre.
A peine d'être un ingrat, le Figaro doit bien cette mention au commerçant qui lui fait gracieusement cette énorme réclame, n'est-ce pas ?

## Février 1868 – Promenade des bœufs gras
Extrait d'un article du journal Le Moniteur universel, 26 février 1868
Aujourd'hui la promenade des bœufs gras a été favorisée par le temps; aussi les curieux ont-ils afflué en plus grand nombre que jamais sur le parcours du cortège, dont l'éclat exceptionnel a été fort admiré.
Au moment où le cortège des bœufs gras arrivait sur la place du Carrousel, un ballon en baudruche ayant la forme d'un bœuf et de grandeur naturelle a été lâché ; il s'est rapidement élevé, aux acclamations de la foule qui remplissait la place. Cette masse énorme tournoyant dans les airs tout en conservant son centre de gravité, c'est-à-dire sa position naturelle, était d'un effet fantastique fort curieux. Tous les regards l'ont suivi jusqu'au moment où il a disparu dans les nuages
Cette pratique du lâcher festif de ballons grotesques à Paris est attestée dix ans auparavant dans un article du journal Le Voleur relatant la Fête nationale du 15 août :
A la même heure avaient lieu, sur l'esplanade des Invalides, des représentations de pantomimes militaires, pendant le cours desquelles on a procédé, au grand amusement de la multitude, à l'enlèvement de plusieurs douzaines de ballons grotesques, puis à l'ascension d'un formidable aérostat, dont la nacelle contenait un musicien qui sonnait de la trompe.
La couverture du journal est illustrée par un dessin de J. L'Hernault où on distingue dans le ciel au-dessus de la foule sept grands ballons, trois de formes plus ou moins sphériques et quatre grotesques : deux en forme de bonhomme aux bras et jambes écartés, un cochon et un cavalier caricatural à cheval.

## 9 avril 1905 – Cavalcade du Bœuf Gras
La Presse écrit dans le compte-rendu du cortège, qui commémore également le centenaire du rétablissement du Bœuf Gras en 1805, après l'interruption des années 1790-1804 :
Un arrêt à la mairie du dix-neuvième pour la réception du comité organisateur par la municipalité. Un vin d'honneur est servi. Après le départ du cortège, le comité du Bœuf-Gras a reçu ses invités au siège social du Syndicat de la boucherie en gros. Là, des discours sont prononcés par MM. Grébauval, Rozier, Paris et Lajarrige, conseillers municipaux, ainsi que par M. Dagorno, président du comité d'organisation.
Pendant ce temps, il est procédé au lancement du ballon Le Centenaire, monté par M. Fougeroux.

## 1eravril 1906 – Cavalcade du Bœuf Gras
Le Petit Parisien décrit le lancement des ballons place des Abattoirs le 2 avril 1906 :
Lancement des Ballons
Et, pendant que le cortège, toujours acclamé et applaudi, reprend la rue de Flandre, la rue de Crimée et la rue d'Allemagne jusqu'au marché aux bestiaux où a lieu, à six heures du soir, la dislocation, les ballons l'Atlas, le Pont-de-Flandre et la Villette, montés par les frères Leboiteux, aéronautes de profession, s'élèvent lentement et bientôt disparaissent, poussés par un vent assez fort.

## 14 avril 1907 – Cavalcade du Bœuf Gras de la Rive Droite
Le lancement de ballons se répète à l'occasion de la Cavalcade du Bœuf Gras de la Rive Droite le 14 avril 1907 : 
Les chars après un assez long arrêt s'ébranlent pour regagner le marché aux bestiaux. La nuit est venue quand a lieu la dislocation.
Le public a également assisté à l'ascension de trois ballons et à un lâcher de pigeons.

## 26 avril 1908 – Grande Cavalcade du Bœuf Gras

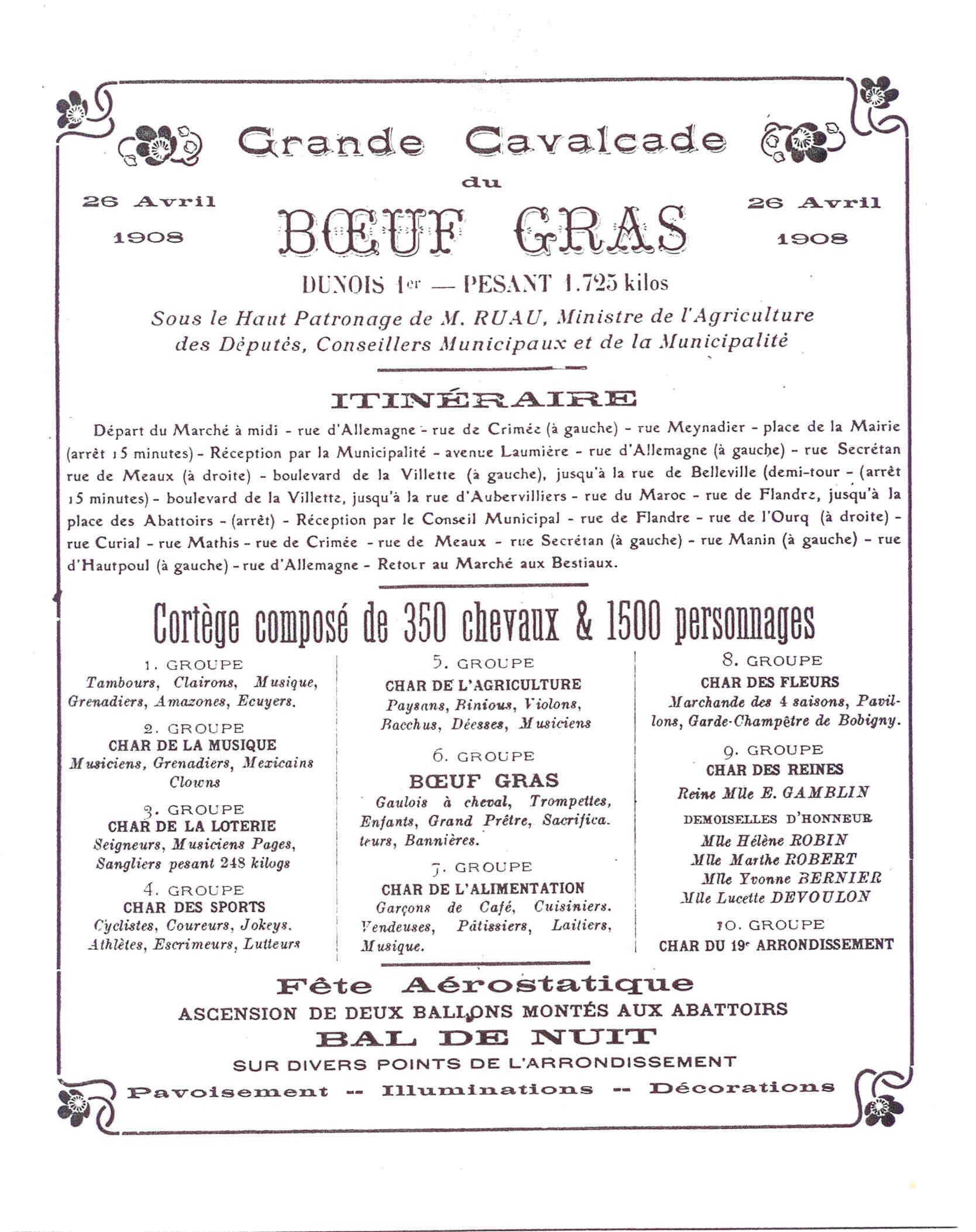
26 avril 1908 – Programme du Bœuf Gras.

Programme (extraits) :
Cortège composé de 350 chevaux & 1500 personnages

...

Fête Aérostatique

Ascension de deux ballons montés aux abattoirs

Bal de nuit

...

## 18 mars 1909 – Mi-Carême

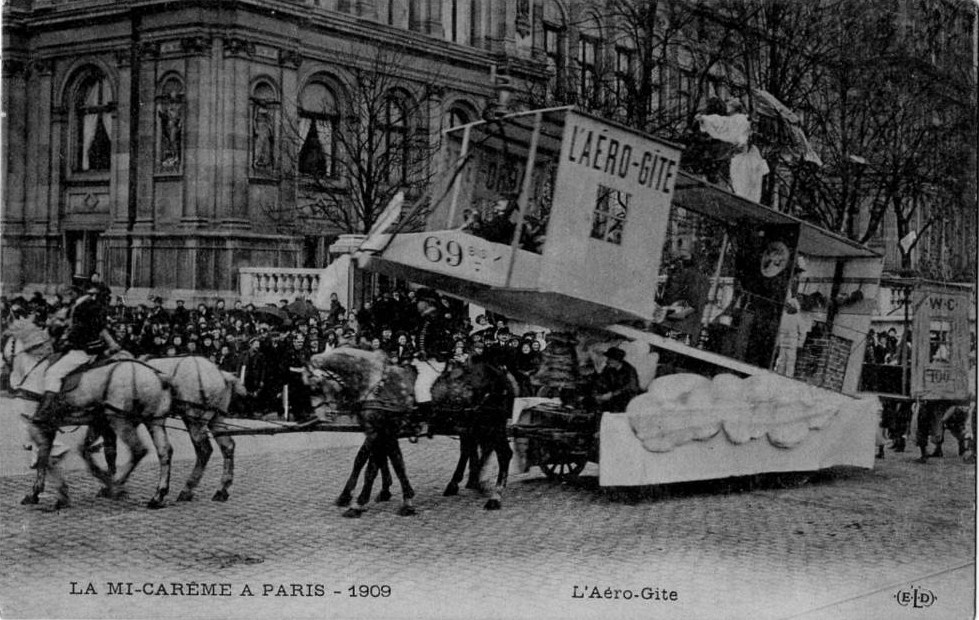
Char de l'Aéro-Gîte à la Mi-Carême 1909.

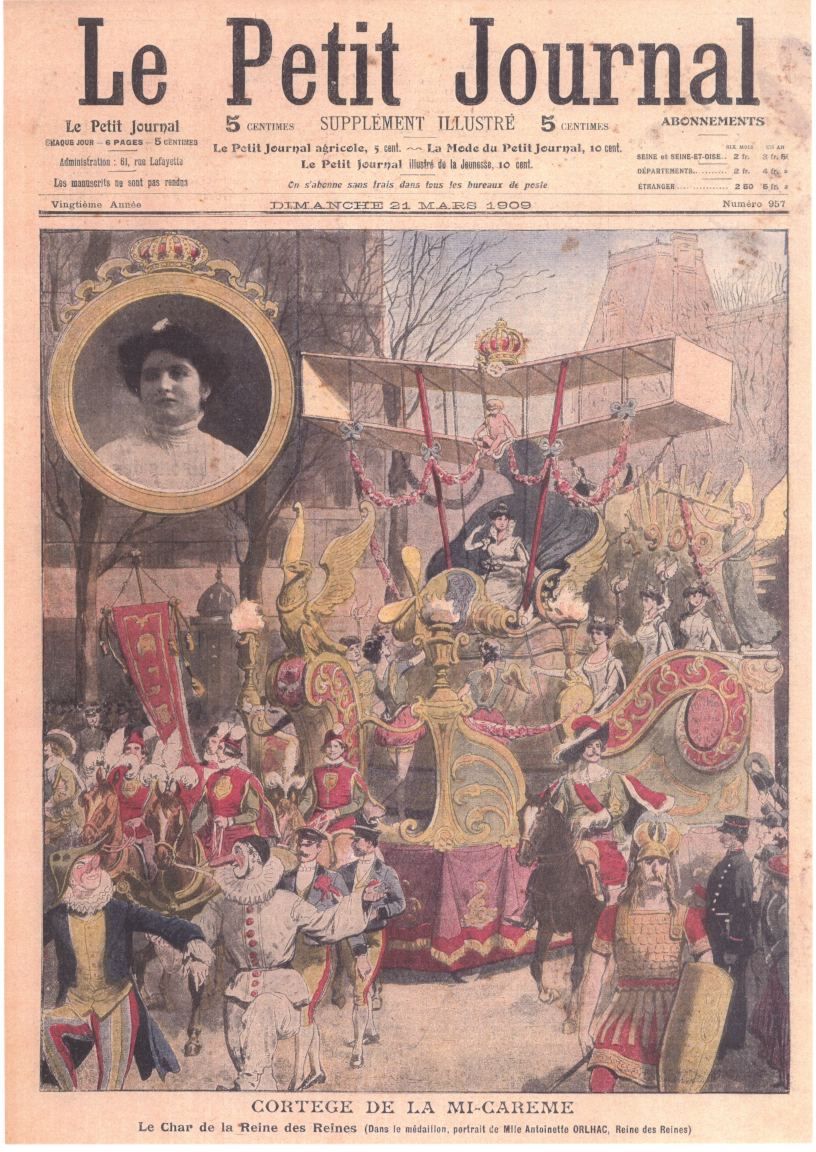
18 mars 1909 – Char Aérien de la Reine des Reines de la Mi-Carême.

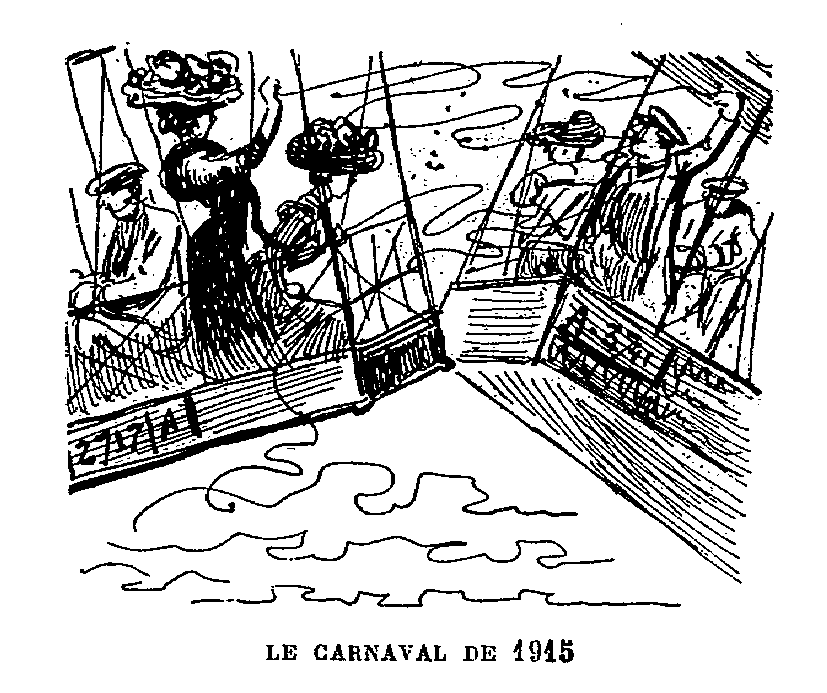
Le Carnaval de Paris 1915, imaginé par Henriot en 1909 : bataille de confettis et serpentins deux kilomètres au-dessus des boulevards.

Dans le cortège de la Mi-Carême deux chars ont des références aériennes. Voici leur description dans Le Souvenir Programme de la Cavalcade du Comité des Fêtes de Paris et de l'Association Générale des Étudiants, 18 mars 1909 – no 139 :
- 1er char du Deuxième groupe : Char de l'Aéro-Gite, Décorateur J. Chassin, attelé de 4 chevaux :

Modèle d'habitation aérienne à bon marché - Brevet à vendre - L'hélice marche ou ne marche pas. Ce nouvel aéroplane appelé à révolutionner le Ciel et la Terre, tant par sa science technique que par son confort ultra-moderne. La partie de devant est réservée au mécanisme qui alimentera le chauffage et l'éclairage. L'autre plan divisé en cloisons représente une garçonnière, comprenant : chambre à coucher, cuisine et W.C., confort anglais - système tout à terre - sur le devant, sous le watmann, une grosse cloche avertit les volatiles, qu'ils doivent se déranger s'ils ne veulent pas se faire écraser.
- 2e char du Neuvième groupe :

Char Aérien de la Reine des Reines, Décorateur : J. Crotat, attelé de 8 chevaux caparaçonnés.
Le char de la Reine des Reines de Paris 1909, Mlle Antoinette Orlhac, est pourvu d'une hélice et surmonté d'une structure évoquant les ailes d'un aéroplane.

## 3 mars 1910 – Mi-Carême
Dans la cavalcade de la Mi-Carême figure le char de Sa Majesté Carnaval venant rendre visite aux Parisiens en aéroplane.

## 23 mars 1911 – Mi-Carême
1 – Troisième char du cortège :
Le  Lachez-tout Char dirigeable de M. CHASSIN, décorateur.
...le (char du) « Lâchez-tout », sorte de dirigeable extra-fantaisiste,.
2 - La fête vue par Le Petit Parisien (extraits) :
La Mi-Carême a fait recette hier, grâce à l'amabilité de M. Printemps qui, pour payer sa bienvenue aux Parisiens, avait mis à la disposition des organisateurs de la fête un soleil remis à neuf et un ciel d'azur tendre, à peine pommelé de quelques nuages d'argent et de vermeil...
Les cavalcadours ont, aux côtés de la reine des reines, remporté le plus triomphant succès : les costumes étaient frais, les figurants de bonne humeur, les figurantes jolies pour la plupart, et les chars avaient fort artistique allure... Il n'en a pas fallu davantage pour mettre dehors trois cent mille Parisiens, qui ne demandaient qu'à rire et à s'amuser, en se mitraillant avec des confetti.
Et l'aviation eut, comme on le verra plus loin, sa part du triomphe, grâce à l'exploit vraiment remarquable de l'aviateur Védrine qui vint, à bord de son aéroplane, saluer les reines...
...
Au moment où la reine des reines sortait de l'Hôtel de Ville, un cri s'éleva de la foule : « Un aéroplane ! un aéroplane ! »
Dans le ciel, en effet, à cinq ou six cents mètres de hauteur, volait un biplan, celui de l'aviateur Védrine, qui, parti d'Issy-les-Moulineaux, vint virer autour de la Sainte-Chapelle, contourner l'Hôtel de Ville et, redescendant à faible hauteur, lança une pluie de fleurs sur le cortège... Puis, reprenant son essor, l'aviateur, parmi des tonnerres d'acclamations, s'en retourna vers son nid d'Issy-les-Moulineaux.
3 - La fête vue par Le Petit Journal (extrait) :
Un des succès de la journée
L'animation battait son plein et les curieux contemplaient avec le plus vif plaisir les différents chars pittoresquement décorés, lorsqu'un nouvel élément d'intérêt vint corser le spectacle.
Quelques minutes après quatre heures, le cortège était arrivé à la hauteur des Tuileries, lorsqu'on entendit les acclamations redoubler. Presque aussitôt, l'on percevait le ronflement d'un moteur.
C'était l'aviateur Védrine qui avait voulu ménager une surprise agréable aux Parisiens en prenant sa part de la fête. Parti du champ d'aviation d'Issy-les-Moulineaux à quatre heures, il était venu planer au-dessus de Paris et du cortège. On devine combien son arrivée fut chaudement accueillie. Des vivats, des applaudissements retentirent de toutes parts ; le cou tendu, spectateurs et spectatrices suivaient d'un œil amusé les évolutions de l'aéroplane, qui traversa la place de la Concorde, piqua vers la Madeleine, remonta dans la direction de l'Élysée, boucla le palais de la présidence et reprit la route d'Issy-les-Moulineaux, où il était de retour à quatre heures quinze.
Pendant son passage au-dessus de la foule, Védrine avait jeté des bouquets de violettes qu'on se disputa. Ils furent gallament offerts aux femmes qui, ravies, les piquèrent à leur corsage.
La rumeur causée par cette apparition ailée n'était pas encore calmée qu'une autre surprise se produisait. Cette fois, c'était un ballon dirigeable, le Torrès, commandé par le gouvernement espagnol et dont nous avons déjà entretenu nos lecteurs. Parti d'Issy en même temps que l'aéroplane, le petit dirigeable vint à son tour planer au-dessus du cortège, à une allure moins vive. Il n'obtint pas un moindre succès, surtout lorsqu'on vit les aéronautes qui le montaient lâcher une douzaine de pigeons voyageurs. Le Torrès rentra à son tour sans encombre à Issy-les-Moulineaux, après un voyage de trente-cinq minutes.

## 14 mars 1912 – Mi-Carême

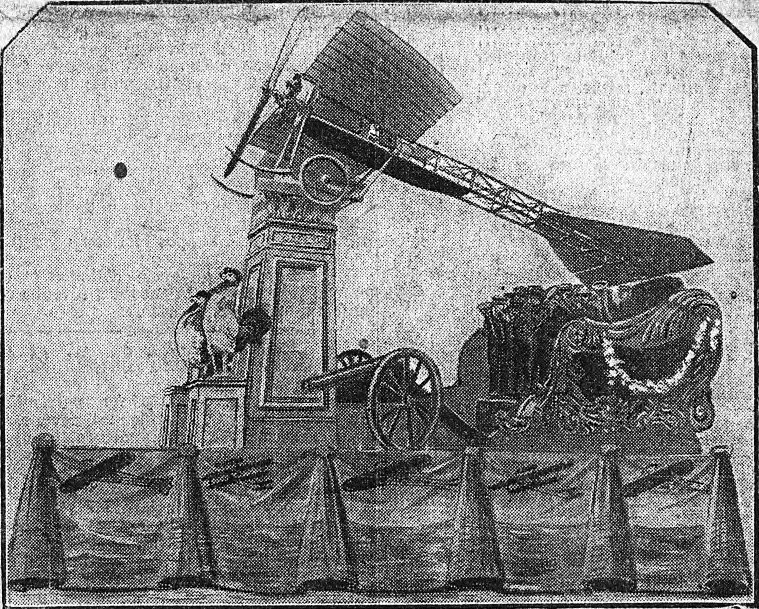

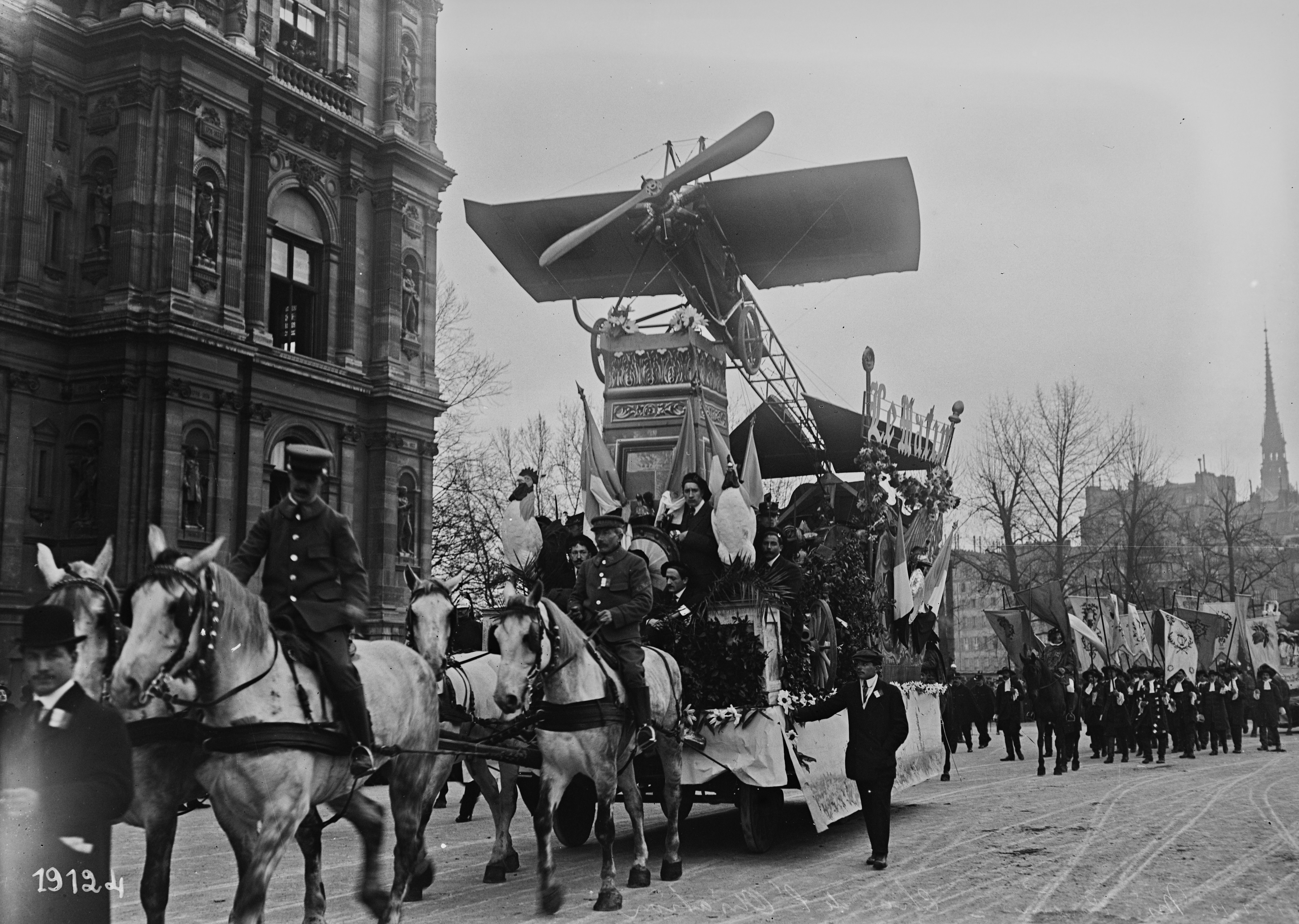
Dessin et photo du Char de l'Aviation du Matin à la Mi-Carême 1912.

Pour la Mi-Carême défile à Paris un « char de l'aviation » portant une grande construction figurant un aéroplane. Sur une carte-postale commémorative est précisé : « MI-CARÊME 1912 CHAR DE L'AVIATION du Matin ». Il s'agit d'un char commandité par le journal Le Matin.

## 4 février 1913 – Mardi-Gras
On lit dans Le Petit Journal :
La note originale et actuelle de la journée a été fournie par l'aviation. Les deux aviateurs Gastinger et Guillaux ont en effet effectué une sortie en l'honneur des promoteurs du Mardi-Gras.
Partis d'Issy-les-Moulineaux à trois heures et demie, ils sont venus évoluer au-dessus de la ligne des boulevards, à environ mille mètres de hauteur et ont jeté des fleurs sur la foule qui ne leur a pas ménagé ses acclamations. Mais il y a des chances pour qu'ils ne les aient pas entendues.

## 12 avril 1931 – Mi-Carême
Raymond de Nys dans Le Petit Parisien du 13 avril 1931 décrit le char de la reine des Étudiants : 
Tout de  même, il  y avait  un char plus aérien, plus coloré, plus ingénieux : celui qui commémorait d'un rouge Point d'Interrogation la victoire nationale de Costes et Bellonte. Au cœur d'un hémisphère, la reine des Étudiants, toute de rouge vêtue, émergeait. Et, au milieu des océans indigo et des terres d'or, on voyait de grands transatlantiques reliés entre eux par les ondes de la T. S. F., qui reliaient encore les gratte-ciel de New-York à notre tour Eiffel et à des monuments antipodiques.

## 22 novembre 1994 – Annonce du Carnaval du Bœuf Gras de Paris 1995
La brochure programme annonçant la renaissance du Carnaval de Paris pour février 1995 paraît en novembre 1994 tirée à 1000 exemplaires imprimés en offset.
Sa couverture s'orne d'un dessin de l'artiste carnavalier piémontais Franceschina Gianni évoquant un des clous annoncés de la prochaine fête du Carnaval : le retour du bœuf gras volant de 1868. Il a disparu dans les nuages cette année-là. 127 ans plus tard il doit en revenir en parachute.
On lit, page 4, dans la description de la fin du cortège de renaissance projeté pour le samedi 25 février 1995 :
... En queue, accroché en l'air à un ballon en forme de bœuf, retenu par un filin à longueur modulable : le Bœuf Gras Volant de Franceschina Gianni. Un cartonnage de Carnaval peut-être parachuté le 18 février 95, sur le Champ de Mars, en rappel du Bœuf gras baudruche envolé place du Carrousel, en 1868. Promené dans tout Paris, du 19 au 24, il ferait l'inauguration du Pont du Carnaval, pont temporaire du Génie, sur la Seine. Du 26 février au 5 mars, ce Bœuf deviendrait l'enseigne du Salon de l'agriculture.

## 14 février 1995 – Le Carnaval du Bœuf Gras de Paris 1995 empêché
Le refus d'autorisation du défilé projeté parle du Bœuf Gras volant :
... Vous avez demandé l'autorisation d'organiser le 25 février 1995, un défilé qui se terminerait par un ballon captif en forme de bœuf, entre la place Edouard Renard à Paris 12e et la place de la Porte de Pantin à Paris 19e.
Vous souhaiteriez également qu'un cartonnage de carnaval soit parachuté le 18 février 1995 sur le Champ de Mars, à Paris 7e.
... la présentation d'une structure gonflable ou les parachutages, dès lors que ces démonstrations peuvent être observées depuis la voie publique, sont susceptibles de distraire l'attention des automobilistes et de perturber les conditions de circulation, voire de provoquer des accidents

## 27 février 2000 – Thème du Carnaval de Paris[28]
Le thème du Carnaval de Paris 2000 est « L'espace, le temps ».
Son affiche s'orne d'une vache dans un vaisseau cosmique tractant avec une chaîne une horloge à cadran monumental sur laquelle s'est installé un chat masqué.

## 22 février 2009 – Thème du Carnaval de Paris[28]
Le thème du Carnaval de Paris 2009 est : « Le Carnaval cosmique, astronautes et extra-terrestres ».